# Harnal, Bhalki
Harnal là một làng thuộc Tehsil Bhalki, huyện Bidar, bang Karnataka, Ấn Độ.